# Carta di Ottawa per la promozione della salute
La Carta di Ottawa per la promozione della salute è il nome dato a un accordo internazionale firmato in occasione della Prima Conferenza Internazionale sulla Promozione della Salute, organizzata dall'Organizzazione Mondiale della Sanità (OMS) e tenutasi a Ottawa, in Canada, dal 7 al 21 novembre 1986 Parteciparono 38 paesi, i cui rappresentanti hanno potuto scambiare esperienze e conoscenze sulla promozione della salute, promuovendo il dialogo tra operatori sanitari, politici, accademici, volontari e organizzazioni civili. L'idea base era la possibilità di produrre un documento condiviso, che avesse al centro la salute per tutto il mondo entro l'anno 2000.
La carta definisce il concetto di "Promozione della salute "come il processo che mette in grado le persone di aumentare il controllo sulla propria salute e di migliorarla". Solo attraverso la promozione della salute si potrà raggiungere un completo stato di benessere, che non è lasciato come unica responsabilità del settore sanitario, ma riguarda tutti. La salute diviene così una risorsa indispensabile di vita quotidiana e  ognuno deve imparare a prendersi cura di se stesso e degli altri.
Il documento individua, le condizioni e le risorse indispensabili per poter parlare di salute: pace, casa, formazione scolastica, alimentazione, lavoro, giustizia sociale ed equità.  Ogni miglioramento del livello di salute sarebbe legato a questi elementi di base. 
Il documento si conclude con un appello finale agli stati e alla popolazione tutta, poiché la promozione della salute non può essere appannaggio solo del settore sanitario; piuttosto il suo successo dipenderà dalla collaborazione di tutti i settori del governo (sociale, economico, ecc.) così come delle organizzazioni indipendenti (media, industria, ecc.).

## Trent'anni dopo Ottawa
La Carta di Ottawa è stata considerata un documento fondamentale e un modello da perseguire. Sebbene i suoi principi siano stati ampiamente applauditi, le opportunità di trasferirli nel quotidiano, non sono state applicate negli anni a venire. Tuttavia, diversi studiosi sostengono che la Carta mantenga la sua validità e importanza, fino ai giorni nostri e che tutti i politici e i professionisti, che lavorano per promuovere una salute positiva, dovrebbero rivisitarla e rivalutare i suoi principi.